# Заві бен Зірі
Аль-Мансур Заві ібн Зірі ібн Мунад ас-Санхаджі (араб. المنصور زاوي بن زيري بن مناد الصنهاجي; д/н — 1037/1038) — засновник Гранадської тайфи.

## Життєпис
Походив з династії Зірідів. Син Зірі ібн Манада, очільника племені такалата, частини береберської племенної конфедерації санхаджа. Долучився до військової справи в Магрибі, де воював проти берберів-зената. Після загибелі батька 971 року був учасником походів брата Булуггіна. До кінця 990-х років Заві діяв у районі міста Алжир.
995 року разом з братом Максаном повстав проти небожа Бадіса ібн аль-Мансура, допомігши захопити військам Кордовського халіфату міста Тахер, Тлемсен, Тенес і Мсіла. Втім 996 року Заві зазнає поразки від бадіса, але зберігає часткову владу в Магрибі. 999 року він знову повстав, але наступного року зазнав поразки.
1000 року тікаючи з Магрибу, перебирається на Піренейській півострів, вступивши на службу до хаджиба Кордовського халіфата Аль-Мансура. В подальшому вірно служив його синам.
У 1009 році з початком боротьби за трон халіфату став прибічником Сулаймана ібн аль-Хакама. 1010 року отримав від останнього місто Ельвіра. 1013 року знову брав участь у відновленні Сулаймана на троні. В Кордові Заві зумів захопити голову свого батька, що зберігалася за розпорядження халіфа Аль-Хакама II. На цей час Заві фактично став напівнезалежним правителем. 1013 року перемістив свою столицю з Ельвіри до жидівського поселення Гарната аль-Яхуд, яке перетворив на місто.
Подальше ослаблення халіфів в Кордові використав для добуття незалежності. 1018 року відбив напад на свою столицю поваленого халіфа Абдаррахмана IV, який мав 4 тис. війська проти 1 тис. у Заві ібн Зірі.
1019 року передав владу синові Булуггіну, а сам повернувся до Магрибу. Помер в Алжирі у 1037 або 1038 році, за різними відомостями, під час епідемії чуми або від отруєння.